# کی استامرز
 کی استامرز (انگلیسی: Kay Stammers؛ ۳ آوریل ۱۹۱۴ – ۲۳ دسامبر ۲۰۰۵) یک تنیس‌باز اهل بریتانیا بود.